# Francesco Maria II della Rovere
Pour les autres membres de la famille, voir Famille Della Rovere.
François Marie II della Rovere (né à Pesaro le 20 février 1549 et mort à Casteldurante, aujourd'hui Urbania le 28 avril 1631) fut un condottiere et le dernier duc d'Urbino.

## Biographie
Fils de Guidobaldo II della Rovere, duc d'Urbino, comte de Montefeltro, et de Vittoria Farnèse, il reçoit une éducation sévère et vit de 1565 à 1568 à la cour d'Espagne. Il succède à son père à la tête du duché en 1574.
En 1580, pour faire face aux difficultés budgétaires du duché d'Urbino, il vend pour 100 000 écus le duché de Sora et celui d'Arce, patrimoine familial d'origine, à Giacomo Boncompagni. Le 15 septembre 1585, il reçoit du pape le titre de « sérénissime » et est armé le même jour chevalier de la Toison d'Or.
Les finances du duché assainies, il poursuit une politique de gestion serrée et renonce autant qu'il peut à l'augmentation des impôts, passant ainsi à la postérité comme un prince populaire.
Sa femme Lucrèce d'Este meurt en 1598 sans lui donner d'enfants. Le duché risquant de tomber dans le domaine de l'Église s'il n'a pas d'héritier, il sollicite du pape l'autorisation de se remarier, qui lui est accordée. Il épouse donc à Casteldurante en secondes noces le 26 avril 1599 sa cousine Livia della Rovere, de trente-six ans plus jeune, afin de pouvoir donner un héritier au duché et d'éviter l'extinction de la lignée des Della Rovere. Le 16 mai 1605 Frédéric Ubaldo vient au monde ; il est couronné duc très jeune et épouse Claude de Médicis en 1621, donnant même à François Marie II une petite fille, Vittoria. Celle-ci épouse en 1633 son cousin germain, Ferdinand II de Médicis.
Mais Frédéric Ubaldo meurt prématurément le 29 juin 1623, laissant derechef le duché à son père, lequel, constatant l'extinction de sa lignée, lègue par testament le 20 décembre 1624, tous les biens des Della Rovere aux États pontificaux. Il meurt à Casteldurante le 28 avril 1631.
Il est inhumé dans l'église du Crucifix de Casteldurante, aujourd'hui Urbania.